# Nor Loch
Nor Loch, også kendt som Nor' Loch og North Loch, var en kunstigt skabt loch, der tidligere lå i Edinburgh, Skotland, i det område, hvor Princes Street Gardens og Waverley station nu ligger mellem Royal Mile og Princes Street. Søen blev drænet over en lang periode fra omkring 1760'erne og frem til 1820.